# Ubli, Herceg Novi
Ubli este un sat din comuna Herceg Novi, Muntenegru. Conform datelor de la recensământul din 2003, localitatea are 33 de locuitori (la recensământul din 1991 erau 67 de locuitori).

## Demografie
În satul Ubli locuiesc 29 de persoane adulte, iar vârsta medie a populației este de 51,5 de ani (52,3 la bărbați și 51,0 la femei). În localitate sunt 13 gospodării, iar numărul mediu de membri în gospodărie este de 2,54.
Această localitate este populată majoritar de sârbi (conform recensământului din 2003).
|  |

| Demografie | Demografie | Demografie |
| An         | Locuitori  | Locuitori  |
| ---------- | ---------- | ---------- |
|            |            |            |
|            |            |            |
|            |            |            |
|            |            |            |
| 1948       | 397        |            |
| 1953       | 375        |            |
| 1961       | 298        |            |
| 1971       | 221        |            |
| 1981       | 114        |            |
| 1991       | 67         | 64         |
| 2003       | 33         | 33         |

| \| Componența etnică conform recensământului din 2003[2] \| Componența etnică conform recensământului din 2003[2] \| Componența etnică conform recensământului din 2003[2] \| Componența etnică conform recensământului din 2003[2] \| Componența etnică conform recensământului din 2003[2] \| \| ----------------------------------------------------- \| ----------------------------------------------------- \| ----------------------------------------------------- \| ----------------------------------------------------- \| ----------------------------------------------------- \| \| \| \| \| \| \| \| Sârbi \| Sârbi \| \| 27 \| 81,81% \| \| Muntenegreni \| Muntenegreni \| \| 6 \| 18,18% \| \| necunoscută \| necunoscută \| \| 0 \| 0% \| |              |  |    |        |
| Componența etnică conform recensământului din 2003 |              |  |    |        |
| |              |  |    |        |
| Sârbi | Sârbi        |  | 27 | 81,81% |
| Muntenegreni | Muntenegreni |  | 6  | 18,18% |
| necunoscută | necunoscută  |  | 0  | 0%     |